# Commelina lagosensis
Commelina lagosensis är en himmelsblomsväxtart som beskrevs av Charles Baron Clarke. Commelina lagosensis ingår i släktet himmelsblommor, och familjen himmelsblomsväxter. Inga underarter finns listade.